# Cornwall Rhapsodie
Cornwall Rhapsodie ist ein britisches Liebesmelodram aus dem Jahre 1944 von Leslie Arliss mit Margaret Lockwood, Stewart Granger und Patricia Roc in den Hauptrollen. Die literarische Vorlage lieferte eine Novelle von J. W. Drawbell.

## Inhalt
England, zur Zeit des Zweiten Weltkriegs. An der wilden Atlantikküste Cornwalls treffen sich vom Leben und den Kriegsereignissen Gezeichnete, deren Wege sich schicksalhaft kreuzen werden. Nachdem bei der erfolgreichen Pianistin Lissa Campbell ein Herzfehler diagnostiziert wurde, nimmt sie sich vor, ihre verbleibenden Monate in vollen Zügen auszuschöpfen. Sie will das Leben an diesem romantischen Fleck im äußersten Südwesten des Landes genießen und checkt daraufhin in einem hübschen Hotel ein. Gleich zu Beginn lernt Lissa den pensionierten Geschäftsmann Tom Tanner aus Yorkshire kennen. Er spürt, dass irgendetwas mit Lissa nicht stimmt, bohrt aber nicht weiter nach. Auf einem Spaziergang entlang der Klippen stößt Lissa auf den ehemaligen britischen Air Force-Piloten Kit Firth. Kit ist von weiteren Einsätzen entbunden worden, nachdem bei seinem Abschuss durch feindliche Flieger ein Granatsplitter in sein Auge vorgedrungen ist. Offensichtlich vermögen die Ärzte selbigen nicht gefahrlos zu entfernen, und so hat man ihm mitgeteilt, dass er wohl in wenigen Monaten sein Augenlicht vollständig verlieren werde. Heimlich übt Kit schon einmal die Blindenschrift, um auf den Tag X vorbereitet zu sein. Die örtlichen Umstände könnten nicht schöner sein – „Herrliche Landschaft, lockende See, gleißende Sonne, Großaufnahmen im Postkartenstil“ wie Die Zeit in ihrer Kritik 1946 leicht spöttisch vermerkte – aber eben auch nicht tragischer, für eine erblühende Liebe zwischen den beiden von ihren Gebrechen Gebeutelten.
Schöpferische Hoffnung erfasst Lissa, als ihr wenig später Tom den hoteleigenen Flügel (Piano) zeigt. Sie setzt sich ans Klavier, um ein neues Musikstück zu komponieren, inspiriert von ihren aufblühenden Gefühlen infolge der Begegnung mit Kit. Dieser stellt Lissa seine alte Freundin Judy Martin vor, die das Shakespeare-Stück „Sturm“ in einem Amphitheater mit romantischem Blick auf das Meer aufzuführen plant. Da Kit auf einen Molybdän-haltigen Felsen gestoßen ist und sich die Bergung dieses sogenannten Übergangsmetalles finanziell lohnen würde, bietet er dem Geschäftsmann Tom an, mit ihm den Felsen auszubeuten, wenn dieser im Gegenzug dazu bereit wäre, Judys Stück zu finanzieren. Tom zeigt sich von diesem Vorschlag weitaus weniger begeistert als von Theatermacherin Judy, die ihn an seine verstorbene Frau erinnert. Kit vertraut Judy an, dass er sich nicht auf Lissa einlassen könne, da er ja demnächst blind sein werde. Lissa zwingt Kit, über seine Gefühle zu sprechen, und er sagt, dass er nicht wisse, ob er in sechs Monaten noch dieselben Empfindungen für sie haben werde wie jetzt. Lissa und er beschließen, sich ohne großes Drama zu verlassen, sollte eines Tages dieser Moment für einen der beiden eintreten.
Tom hat sich nun doch zur Zusammenarbeit mit Kit entschlossen und will ihm den Job verschaffen, sich um die Ausbeutung der Molybdänmine zu kümmern. Den verlässt jedoch mit zunehmender Zukunftsangst die Lebenszuversicht, woraufhin Tom ihn mit den Worten herausfordert, er sei ein Feigling. Auch Lissa fordert Kit heraus, indem sie ihn fragt, ob er Toms interessantes Angebot nur deshalb abgelehnt habe, weil er Angst habe. Über diese Angelegenheit kommt es zu einem ersten Disput zwischen den beiden Liebenden. „Der bittersüße Lebensgenuß auf tragischem Hintergrund könnte ausgekostet werden, wenn … nicht ein anderes hübsch und harmlos aussehendes, aber intrigantes Mädchen mitspielte“, wie es weiter in der „Zeit“-Kritik heißt. Dieses Mädchen ist natürlich Judy, und die ermutigt Kit, seine Gefühle für sie Lissa zu beichten, Die beiden werden von der Nachricht unterbrochen, dass es eine Katastrophe in der Mine gegeben habe und dass eine Gruppe von Männern, einschließlich Tom, unter Tage gefangen sei. Während Judy und Lissa ängstlich warten, steigt Kit die Mine herab, um den Eingeschlossenen zu helfen. Er erreicht die Verschütteten, wird aber mit Tom und den Bergleuten vor Ort eingeschlossen, als die Minendecke herabstürzt. Kit findet einen Ausweg, aber dafür müsste er eine große Menge an Dynamit einsetzen. Sein Wagnis zahlt sich aus, und alle werden gerettet. Tom und Lissa sind sich einig, dass sie Kit falsch eingeschätzt haben. Er ist eindeutig kein Feigling, aber sie wissen immer noch nicht, was ihn antreibt, wieso er so ist wie er ist. Lissa besucht ihren Liebsten und sieht, wie er sich in der Brailleschrift übt.
Er erzählt Lissa davon, dass er aufgrund eines Unfalls in der Royal Air Force innerhalb der kommenden drei Monate erblinden werde und deshalb Toms Jobangebot abgelehnt habe, da er seine verbleibende lichte Zeit im Freien verbringen wolle. Eine Augenoperation wäre zwar möglich, doch hätte diese nur äußerst geringe Erfolgschancen. Judy, so Kit, habe ihm davon abgeraten. Lissa ist mit dieser Entscheidung nicht einverstanden, und da sie um Judys Einfluss auf Kit weiß, geht sie zu ihrer Rivalin hin und verlangt, dass sie Kit zur Operation rät. Es kommt zu einem hitzigen Wortgefecht, bei dem Judy gesteht, Kit heimlich zu lieben. Sie treffen eine Abmachung: Sollte die Operation ein Erfolg werden, gibt Lissa ihren Anspruch auf Kit auf. Bei der Premiere des Stücks „Sturm“ weigert sich eine übernervöse Judy aufzutreten, ehe sie das Ergebnis der Operation erfährt. Lissa versucht das aufgebrachte Publikum zu besänftigen, in dem sie ihr hier vor Ort verfasstes Musikstück uraufführt. Am Ende fällt Lissa, von Emotionen übermannt, in Ohnmacht. Wieder bei Bewusstsein, erfährt Lissa, dass Kits Operation erfolgreich verlaufen ist. Jetzt erzählt sie Judy den Grund, weshalb sie nicht an eine Zukunft mit Kit glaube, denn sie habe nur noch kurze Zeit zu leben. Als sie Kit im Krankenhaus besucht, verabschiedet sich Lissa von ihm und sagt, dass sie auf Tour durch Nordafrika geht, um die dort stationierten Truppen zu unterhalten. Sie sei nicht sicher, wann sie wiederkommen werde.
Nun, wo Lissa fort ist, macht Kit Judy auf einer Party einen Heiratsantrag, den sie sofort annimmt. Während er im Radio einen Sender mit Tanzmusik sucht, landet Kit schließlich bei einer Rundfunkübertragung, in der Lissa zu hören ist. Er schaltet sofort ab, aber Judy bemerkt seine Reaktion und erkennt, dass er immer noch in ihr Rivalin, die begabte Pianistin, verliebt ist. Wieder daheim, spielt Lissa in der Royal Albert Hall eine voll orchestrierte Konzertversion ihres in Cornwall komponierten Stücks. Nach der Aufführung sieht sie Kit und Judy in einem Seitenflügel des Konzertsaals stehen. Lissa beichtet Kit von ihrem Geheimnis und erklärt, dass ihr gesundheitlicher Zustand bedeute, dass sie und Kit nie zusammen sein können. Kit weist ihre Bedenken zurück. Er macht ihr klar, dass jede Portion Glücks, sei sie klein oder sei sie groß, es wert sei, mit beiden Händen ergriffen und festgehalten zu werden. Dann fallen sich die beiden Liebenden in die Arme.

## Produktionsnotizen
Cornwall Rhapsodie wurde am 12. Oktober 1944 in London uraufgeführt, Massenstart war am 20. November desselben Jahres. Die deutsche Premiere fand am 16. April 1946 statt.
John Bryan entwarf die Filmbauten, sein Zeichner war Peter Murton. Elizabeth Haffenden sorgte für die Kostüme. Jack Asher war (ungenannt) einfacher Kameramann, Louis Levy übernahm die musikalische Leitung.

## Wissenswertes
In der zweiten Hälfte des Zweiten Weltkriegs entwickelte sich die produzierende Filmgesellschaft Gainsborough Pictures, beginnend mit Der Herr in Grau, zur bedeutendsten Firma, wenn es darum ging, opulente Kostümdramen und tränenreiche Liebesschnulzen herzustellen. Fast alle von Gainsborough in den 1940er Jahren entstandenen Streifen, die nahezu durchgehend unmittelbar nach Kriegsende auch auf dem deutschen Markt herausgebracht wurden, entwickelten sich – „obwohl die  Kritik mit Verachtung über sie schrieb“, wie Jörg Helbig erinnerte – zu großen Kassenmagneten in Europa, bisweilen auch auf dem US-amerikanischen Markt und brachten zudem zahlreiche Filmstars hervor, allen voran Margaret Lockwood, James Mason, Patricia Roc, Phyllis Calvert und Stewart Granger. Zu Gainsboroughs größten Erfolgen zählen Gaslicht und Schatten, Madonna der sieben Monde, Cornwall Rhapsodie, Die Frau ohne Herz, Drei Ehen, Gefährliche Reise und Paganini.

## Kritiken
Die Zeit schrieb: „Bemerkenswert ist, daß in diesem Film … der Betrachter mit einer Figur bekanntgemacht wird, die zunächst die peinliche, zweifelhafte Atmosphäre eines feigen Drückebergers umwittert, um daraus um so strahlender den Helden heraustreten zu lassen. (…) Auch dieser Musikfilm leidet wie viele andere seiner Art an einem fehlenden sachlichen Standpunkt. Musik allein als schwelgerischer, sentimentaler Ausdruck von Gefühlen (…) Es ist immer zu befürchten, daß ein Blick hinter die Kulissen desillusioniert, aber auch eine todkranke Pianistin, die soeben unter der Nachricht fast zusammenbrach, daß ihr durch eine glückliche Operation geheilter Freund sie vergessen zu haben scheint, wird, wenn sie zu dem größten Konzert ihres Lebens in die festliche Albert-Hall tritt, ihr persönliches Leid für Augenblicke vergessen müssen… (…) Das ist zu billig. Das Happy-End mit der Devise ‚Morgen können wir tot sein, also laßt uns das Leben genießen‘, ist aus dem Krieg geboren und stempelt den Film antiquarisch. Auf die Frage des Betrachters: ‚Warum rührt mich dieser Kitsch?‘ wurde ihm die schnelle Antwort: ‚Kitsch rührt immer.‘“
Das Lexikon des Internationalen Films befand: „Liebesdrama zwischen einem langsam erblindenden ehemaligen englischen Fliegeroffizier des Zweiten Weltkriegs und einer durch ein schweres Herzleiden todgeweihten Konzertpianistin. Wehmutsvolle Kolportagestory mit schönen Landschaftsaufnahmen aus Cornwall und effektvoller Musik.“
Halliwell’s Film Guide urteilte knapp „Rührselige Liebesgeschichte“.
„Die wunderschönen Gegenden Englands sind schon früh in den deutschen Kinos zu bewundern: wenn auch nur im guten, alten Schwarz-Weiß-Look, aber immerhin. (…) Der Londoner Streifen wirkt … ein wenig  schwülstig und die ganze Geschichte melodramatisch überhöht. Der im Film immer noch andauernde Zweite Weltkrieg – das Produktionsjahr des Gainsborough-Films ist 1944 – spielt eine zentrale und wichtige Rolle.“